# Premio Alberto Magno
El Premio Alberto Magno es una distinción instaurada en 1989 que se otorga al ganador del Certamen Literario de Ciencia Ficción Alberto Magno. 
Está convocado por la Facultad de Ciencia y Tecnología de la Universidad del País Vasco, España y es el concurso más antiguo del Estado sobre ciencia ficción y literatura fantástica. 
Se concede a relatos cortos escritos en español o en euskera encuadrables dentro del género de la Ciencia Ficción y fantasía sobre tema científico.

## Palmarés
| Año  | Autor                                           | Título                                                  |
| ---- | ----------------------------------------------- | ------------------------------------------------------- |
| 1989 | Félix Mª Goñi Urcelay                           | La visita inesperada                                    |
| 1990 | Jorge Munnshe                                   | Programa 1014                                           |
| 1991 | Gabriel Bermúdez Castillo                       | Un mundo dura mil años                                  |
| 1992 | César Mallorquí del Corral                      | La pared de hielo                                       |
| 1993 | Sten Svensson                                   | La cláusula sexta                                       |
| 1994 | Jorge Munnshe                                   | Pensamientos virtuales                                  |
| 1995 | Juan Miguel Aguilera Baixauli                   | El bosque de hielo                                      |
| 1996 | Oscar Fariña Martínez                           | Sokrates                                                |
| 1997 | Eduardo Gallego Arjona, Guillem Sánchez i Gómez | Me pareció ver un lindo gatito                          |
| 1998 | José Antonio Cotrina Gómez                      | Lilith, el Juicio de la Gorgona y la Sonrisa de Salgari |
| 1999 | Ramón José Muñoz Carreño                        | Bajando                                                 |
| 2000 | José Antonio Cotrina Gómez                      | Mala racha                                              |
| 2001 | Carlos Rilova                                   | El hombre de Woolsthorpe                                |
| 2002 | José Manuel González Rodríguez                  | Las tribus de la noche                                  |
| 2003 | Joaquín Revuelta Candón                         | La traición de Judas                                    |
| 2004 | Juan Luis López Aranguren                       | No habrá vergüenza en mi derrota                        |
| 2005 | José Antonio Cotrina Gómez                      | Argos                                                   |
| 2006 | Santiago Gargía Albás                           | Una larga descendencia                                  |
| 2007 | José Antonio Cotrina Gómez                      | Luna de locos                                           |
| 2008 | Santiago García Albás                           | La parte del Ángel                                      |
| 2009 | Vladimir Hernández Pacín                        | Tocando las puertas del cielo                           |
| 2010 | desierto                                        | desierto                                                |
| 2011 | Sara Sacristán                                  | Jardín de infancia                                      |
| 2012 | desierto                                        | desierto                                                |
| 2013 | Santiago García Albás                           | El rey Lansquenete                                      |
| 2014 | Javier Castañeda de la Torre                    | Horror Vacui                                            |
| 2015 | José Ángel Menéndez Lucas                       | Como un rayo en la tormenta                             |
| 2016 | Pablo Loperena López                            | Ciudad nómada rebaño miseria                            |
| 2017 | José Ángel Menéndez Lucas                       | Porque ellos heredarán la tierra                        |
| 2018 | Javier Castañeda de la Torre                    | Solo recuerdo su nombre                                 |
| 2019 | Raúl Gonzálvez del Águila                       | Venus elevado a V                                       |
| 2020 | desierto                                        | desierto                                                |
| 2021 | Ángel Gallo Fernández                           | Azkarbideak                                             |
| 2022 | Raúl Gonzálvez del Águila                       | La piel del Potro                                       |